# Новарійська серія
Новарійська серія — серія творів героїчного фентезі Лайона Спрег де Кемпа, написана протягом 1968 — 1989 років.
Найбільш іноваційна фентезійна серія де Кампа, містить дослідження різних політичних систем, інверсію шаблону «з грязі в князі», характерного для більшості героїчного фентезі, сатиричний погляд на недоліки людства очима не людей. Ще однією особливістю серії є часте використання розповідей, інтегрованих у сюжет, для передачі передісторії вигаданого світу.

## Світ
Новарія зображується як регіон паралельної Землі. Є 12 інших паралельних світів, пов’язаних між собою переходами, схожими на переходи в загробне життя. Людство ділить цей світ з іншими розумними істотами, такими як люди-змії з Бераоті, звіролюди з Комілаха, лісовики гірських лісів, а також морські русалки. Тваринний світ здебільшого схожий на льодовиковий період Землі, тоді як рослинність схожа на сучасну Землю.
У світі Новарії домінує надприродне. Магія працює, хоча й суворо логічним чином, що часто залишає незадоволеними її практиків. Боги реальні і сильно впливають на справи смертних, спілкуючись зі своїми послідовниками через сни. Демони можуть, і часто викликаються, з інших світів які новаріанці нумерують відносно свого власного (який для них є основним).

### Західні континенти
Два західних континенти, де відбувається більшість подій, охоплюють кліматичні зони від Арктики до тропіків. На заході вони омиваються Західним океаном, а на сході — Східним.
Північний — пустельний і складається переважно зі степової країни Швен, населеної кочівниками за зразком монголів, з піратськими островами Алгарт біля західного узбережжя та землею Хрот на півночі. Він з'єднується з південним континентом на південно-західному кінці широким перешийком Новарія, континенти відокремлені внутрішніми морями, схожими на Середземне, відомими як Внутрішнє море та Море Сихона.
Більш цивілізований південний континент містить, із заходу на схід: імперію Пенембей, пустелю Федірун, де живуть бедуїноподібні кочівники, тропічне царство Мулван і джунглі Комілах, населені звіролюдьми. Інші регіони, зокрема Бераоті, лежать далі на південь.
Пенембей створений за зразком шумерського Межиріччя, Птолемеєвого Єгипту та Візантійської імперії; влада тут розподіляється між королем і верховною жрицею, причому значний вплив також здійснюють дві взаємно антагоністичні спортивні/політичні фракції в столиці Іразу, подібні до тих, що розірвали Візантій на частини під час повстання Ніка.
Мулван — це кастова імперія, яка поєднує риси Індії, Китаю та Персії. У Новарії є невеликі групи мандрівних малванців, які діють як розважальники та ворожки, і явно схожі на циган.

### Віддалені землі
Від західних континентів через Східний океан розташовані архіпелаги: Зерна перцю, Салімор і Гволінг. Острови Салімор — монархія, яка поєднує елементи Японії та Філіппін. Віддалені острови населені мисливцями за головами або піратами.
За островами знаходиться Східний континент, який містить велику імперію Куромон, що базується на Китаї та Японії, а також інший степовий пояс, населений кочівниками.
Від західних континентів через Західний океан розташована країна морських рейдерів-канібалів Паалуа, зовнішність яких нагадує австралійських аборигенів. Крім того, паалуанська кавалерія їздить верхи на кенгуру під час бою. Оскільки паалуани становлять загрозу в Східному океані, очевидно, існує судноплавний морський прохід навколо Новаріанських континентів, або Східного континенту, або обох.
Далека країна Єлізова, розташована далеко на південь від Малванських джунглів і з якої сміливі золонські мореплавці привезли гігантську білку, яку використовував коваль Ритос, могла бути розташована вздовж цього шляху. У тому самому регіоні знаходиться Макробія, з якої саліморський чарівник Клунг отримав каву, напій, який запобігає сонливості — екзотичний напій у Саліморі та зовсім невідомий у Новарії.

### Новарія
Хоча Новарія є перешийком, де Камп називає його півостровом. Новарія відокремлена від північного континенту високими горами Еллорна, а від південного — великими горами Лограм. Омивається Західним океаном і Внутрішнім морем, яке сполучається зі Східним океаном через менше море Сихона.
У давнину Новарія була поділена на 3 королівства. Ця епоха була закінчена вторгненням кочівників Швена, що прискорило темний вік, коли теперішні 12 міст-держав поступово утворилися. Серед перших були Кортолі, Отомей і Аусар. Фіняній, король-реформатор Кортолі, правив відразу після кінця Темної доби. Міста-держави були об’єднані лише один раз у своїй історії, завойовником Ардиманом Грозним з Гованніона. Головною спадщиною Ардімана був Ір, столиця, яку він збудував для своєї імперії, переважно підземне місто вирізане зі скелі. Але після його смерті королівство розпалося і міста відновили свою незалежність, а Ір став одним з них. У Кортолі, після того, як воно скинуло ярмо Ардимана, правила легендарна династія королів, яка включала Фузаса, Фузора, Форбоніана, Форимара Естета, Фусоніо, Філомана Благонаміреного та Фусініана Лиса.
У культурному плані сучасна Новарія нагадує епохи як класичної Греції, так і пізньої середньовічної Європи (зокрема Італії), особливо в передачі яскравого життя кластера міст-держав, які мають спільну мову та культуру, хоча й дуже різні за політичним режимом і часто воюють одне з одним.
Існують згадки про інші часи та місця: у новарійських містах-державах є сильний рух до скасування рабства, яке було поширеним у класичній Греції, але не в Італії епохи Відродження; є згадка про доктора Труентіуса, революціонера Віндіуму, який взяв титул «Перший консул», який історично був титулом Наполеона Бонапарта до того, як він став імператором; згадка в історії Метуро про соціального реформатора, якого вбили олігархи, а його справу підхопив його більш радикальний брат, нагадує братів Гракхів у Римській республіці; історія про короля Фузініана з Кортолі, який нібито зупинив приплив, посилається на добре відому історію короля Англії Кнута; Посилання на «справді ефективне протизаплідне заклинання», яке послаблює суспільну мораль у Новарії, чітко відображає протизаплідні таблетки 20-го століття.
Дванадцять міст-держав, на які поділена Новарія, керуються різноманітними конкуруючими державними системами, деякі з них унікальні. В деяких з них відбуваються дії творів, а загальну історію регіону розповідає Джоріан, головний герой серії, з кортоліанської точки зору, у розповідях, які він розповідає під час своїх пригод. Дванадцять міст та їхні уряди (наскільки вони були виявлені) такі:
- Авсар — деспотія середньовічного візантійського типу
- Боактіс — тиранія класичного грецького типу
- Говандія — сьогунат, керований "спадковим узурпатором"
- Ір — республіка, якою керує синдикат плутократів
- Кортолі — спадкова монархія без дворян, крім королівської родини
- Метуро — республіка, якою керує таємне товариство
- Отомань — велике князівство, кероване цивільним великим князем і військовим "великим бастардом"
- Солімбрія — архонат, посадові особи обрані випадковим жеребкуванням
- Тарксія — теократія, присвячена богу-жабі, який вважається другорядним божеством в решті Новарії
- Віндіум — республіка класичного римського типу
- Ксілар — монархія з королями, обраними за жеребом і обезголовленими кожні п'ять років
- Золон — острівна таласократія, керована верховним адміралом.

### Паралельні світи
Інші світи доступні за допомогою магії. Мешканців інших світів називають принизливим терміном «демони» — хоча між ними існують дуже значні відмінності, і, принаймні, деякі з них цілком цивілізовані та витончені на власну думку.
Наш світ («Перший світ» або «Загробний світ»).
Розташований безпосередньо «над» Головним. Його називають потойбічним, оскільки душі померлих основного світу нібито йдуть туди для свого наступного втілення. Багато людей у основному світі часто звертаються за порадою до окультистів і ворожок, бо зберігають залишки пам'яті про попередні втілення. «Загробний світ» розташований приблизно на тридцять-сорок футів «над» Основним, хоча він абсолютно невидимий і недоступний, окрім як за допомогою магії. З опису у «Вежі гоблінів» Новарія є прямо «під» якоюсь частиною Сполучених Штатів.
Другий
Невеликі створіння різних видів які маги використовують для чаклунств або надання предметам магічних властивостей. Не матеріалізуються або не до кінця матеріалізуються в основному світі.
П'ятий
Крилаті демони з міцними м'язами, яким шкодить денне світло. Можуть розматеріалізовуватись, щоб миттєво переміщуватись і проникати у закриті приміщення.
Шостий
Сьомий
Восьмий
Дев'ятий
Його населяють гобліни.
Десятий
Дванадцятий

## Сюжети
Серія досліджує переваги та недоліки різних способів правління. Більшість історій мають сатиричні теми, наприклад, про академічні конференції (конклав магів у «Вежі гоблінів»), монотеїстичну релігію (бог-жаба Горголор, другорядне божество в інших місцях, але верховний бог у теократичній Тарксії) і сучасна поезія (розповідь Джоріана про короля в його рідному Кортолі, який відмовляється присудити нагороду віршу, складеному з навмання вибраних слів).
Ядром серії є трилогія «Мимовільний король»: «Вежа гоблінів» (1968), «Годинники Іразу» (1971) і «Безголовий король» (1983). Це історія Джоріана, уродженця Кортолі, обраного жахливою лотереєю стати королем Ксілара (він спіймав голову попереднього монарха, коли її кидали в натовп). Коли наближалася дата його власного обезголовлення, він вирішив втекти і повернути своє справжнє кохання, перш ніж оселитися в невідомості для ідеального життя простого ремісника.
Дві інші історії відбуваються раніше в часі; «Віяло Імператора» — ілюструє небезпеку магічного артефакту, «Демон, який помилявся» — сатира, розказана з точки зору демона на ім'я Здім, який приречений служити в заплутаному світі людей.
Остання історія «Шановний варвар» є продовженням історії Джоріана, що розповідає про пригоди його молодшого брата Керіна на далекому сході.

## Твори
- 1973 — Віяло імператора / The Emperor's Fan
- 1973 — Демон, який помилявся / The Fallible Fiend
- 1968 — Вежа гоблінів / The Goblin Tower
- 1971 — Годинники Іразу / The Clocks of Iraz
- 1983 — Корона Ксілара / The Unbeheaded King
- 1989 — Шановний варвар / The Honorable Barbarian